# 沙灘巧固球
沙灘巧固球，是一種在沙灘上進行的巧固球運動。
20世紀90年代左右，巧固球運動受到沙灘排球、沙灘足球與沙灘手球等沙灘運動風潮的影響，促使了義大利的巧固球人士開始興起將巧固球運動搬到沙灘比賽的念頭。2003年，義大利巧固球總會在歐洲地中海著名的度假勝地瑞米尼海灘創辦了「第一屆瑞米尼國際沙灘巧固球比賽」（又稱布蘭德盃）。
2005年，國際巧固球總會亦在日內瓦舉辦了「第一屆世界盃沙灘巧固球比賽」。